# Fitz
Fitz är ett ursprungligen anglo-normandiskt ord, som används som förled i engelska efternamn. Det har betydelsen "son (till)", jämför modern franska fils. Namn av denna typ hade den ursprungliga betydelsen "son till X" och var således ett patronymika. 
Den irländska adelsätten Fitzgerald markerar med sitt namn härstamning från Gerald de Windsor (cirka 1075–1135), som deltog i den normandiska erövringen av Irland. Andra irländska namn är anglifieringar av gaeliska namn. Hit hör Fitzpatrick, som är känt från 1500-talet. 
Från 1600-talet och framåt har namn med förledet Fitz givits till erkända utomäktenskapliga barn till brittiska kungliga och högadliga. FitzRoy, FitzJames och FitzClarence är kända exempel. Den siste kunglige i denna kategori var prins George, hertig av Cambridge (1819–1904) och kusin till drottning Victoria av Storbritannien. Hans äktenskap med en ofrälse var mot gällande lag, och hans familj använde efternamnet FitzGeorge. 

## Efternamn och släkter med namn som börjar på Fitz
- Fitzalan
- Fitzgerald
- Fitzpatrick
- Fitzroy
- Fitzsimmons
- Fitzwilliam